# María Añó
María Añó Baca (Benicarló, Castellón, 24 de septiembre de 2002) es una gimnasta rítmica española. Es internacional con la selección nacional de España en modalidad individual. Perteneciente a un club de Benicarló y desde 2019 al Club Ritmo de León, ha sido además 5 veces campeona de España Individual y 5 veces campeona de España en conjuntos subcampeona de España en categoría de honor (2019).

## Biografía deportiva

### Etapa en la selección nacional
En junio de 2019 se proclamó subcampeona de España en la general de la categoría de honor en el Campeonato de España Individual de Palma de Mallorca. Para septiembre de 2019 disputó el Mundial de Bakú, logrando la 11.ª posición por equipos junto a Polina Berezina y Natalia García, y la 39.ª en la general individual.